# Wolff Lindner
Wolff Lindner (* 25. September 1934 in Hamburg; † 16. November 2003 in Essen) war ein deutscher Schauspieler, Hörspielsprecher und Schauspiellehrer.

## Leben
Wolff Lindner erlernte den Schauspielerberuf bei Eduard Marks in Hamburg. Von 1954 bis 1958 war Lindner am Hamburger Thalia Theater verpflichtet. Hier sah man ihn neben anderen Rollen 1956 in Das Glas Wasser von Eugène Scribe, er spielte unter der Regie von Ilo von Jankó in Die tödliche Lüge von Gerd Oelschlegel oder 1958 in Bruno Franks Zwölftausend. Von 1958 bis 1978 schloss sich ein 20-jähriges Engagement am Grillo-Theater in Essen an. Hier war u. a. in der Titelrolle von Harold Pinters Der Hausmeister oder als Aigisthos in der Orestie von Aischylos zu sehen.
An der dortigen Folkwang Universität der Künste begann Lindner am 1. April 1978 seine  professorale Tätigkeit im Studiengang Schauspiel. Daneben war er von 1988 bis 1990 Dekan des Fachbereichs 3 (u. a. Schauspiel und Regie) und von 1990 bis 1996 Prorektor.
Ab Mitte der 1980er Jahre spielte Wolff Lindner wieder am Grillo-Theater unter Hansgünther Heyme und bei den Recklinghausener Ruhrfestspielen. Hier verkörperte er u. a. 1992 einen der beiden Ganoven in Cole Porters Musical Kiss Me, Kate.
Seit den 1960er Jahren arbeitete Lindner daneben sporadisch auch für Film und Fernsehen. So war er 1966 in einer kleinen Rolle in dem Straßenfeger Melissa zu sehen, 1973 spielte er in Wolfgang Menges Katastrophenfilm Smog. Ab Ende der 1990er Jahre hatte Lindner Gastrollen in bekannten Serien wie Die Anrheiner, Der Clown oder Stadtklinik, wo er in mehreren Folgen die Figur des Theo Donner verkörperte. 
Während seiner Hamburger Zeit und erneut ab 1990 wirkte Lindner darüber hinaus in zahlreichen Hörspielproduktionen des Norddeutschen und des Westdeutschen Rundfunks mit, darunter 1957 in Friedrich Dürrenmatts Abendstunde im Spätherbst.   
Wolff Lindner war bis zu seinem Tod für die Folkwang-Universität tätig und starb nach schwerer Krankheit 69-jährig in Essen.

## Filmografie (Auswahl)
- 1964: Ein Sommernachtstraum
- 1966: Melissa (1. und 3. Teil)
- 1970: Draußen vor der Tür
- 1970: Das Verhör von Habana – Ein Selbstbildnis der Konterrevolution
- 1971: Recht oder Unrecht – Der Fall Meinberg
- 1972: Gladiatoren
- 1973: Smog
- 1975: Die Stadt im Tal
- 1978: Das fünfte Gebot
- 1984: Ninja – In geheimer Mission
- 1987: Wardog
- 1998: Die Anrheiner – Eine schöne Bescherung
- 1999: Der Clown – Handyman
- 2000: Stadtklinik (7 Folgen als Theo Donner)
- 2000: Himmel und Erde – Ein göttliches Team
- 2001: Das Rätsel des blutroten Rubins
- 2001: Tatort – Kindstod
- 2002: Tatort – Bienzle und der Tag der Rache
- 2002: Mehr als nur Sex
- 2002: Olgas Sommer
- 2003: Freundinnen für immer
- 2003: Die Musterknaben 3 – 1000 und eine Nacht
- 2005: Der Fahnder – Freund und Helfer

## Hörspiele
- 1955: Erinnerungen – Regie: Ludwig Cremer
- 1955: Nuckelpinne fahrbereit – Regie: Gert Westphal
- 1955: Fröhliches Erwachen – Regie: Gert Westphal
- 1957: Abendstunde im Spätherbst – Regie: Gustav Burmester
- 1957: Die Jagd nach dem Täter (Folge: Der kleine Alte von Batignolles) – Regie: S. O. Wagner
- 1958: Begegnung mit dir selbst (1. Teil: Begegnung in Afrika)  – Regie: Kurt Reiss
- 1958: Die Göttliche – Regie: Gustav Burmester
- 1990: Nicht wie ein Dieb in der Nacht – Regie: Joachim Sonderhoff
- 1992: Keltengold – Regie: Joachim Sonderhoff
- 1992: Die Feder – Regie: Joachim Sonderhoff
- 1993: Watson und das Rätsel der Schweinepfote – Regie: Joachim Sonderhoff
- 1994: Weiße Amseln müssen sterben – Regie: Frank E. Hübner
- 1994: Diktatorweib – Regie: Joachim Sonderhoff
- 1995: Der Libero – Regie: Joachim Sonderhoff
- 1995: Arthur de Vaux: Aus dem Wörterbuch der Teufel – Regie: Michael Schlimgen
- 1996: Jezz abba feste (10. Episode: Immer wieder aufstehn) – Regie: Thomas Werner
- 1996: Jezz abba feste (11. Episode: Hiermit laden wir die Aktionäre...) – Regie: Thomas Werner
- 1996: Gegend mit Spuren – Regie: Norbert Schaeffer
- 1996: Der Auserwählte (1. Teil: Wege zur Weisheit) – Regie: Thomas Werner
- 1997: Ladscho Drom! Gute Reise! – Regie: Thomas Werner
- 1998: Waschküche – Regie: Thomas Leutzbach
- 2003: Im Schatten der Singvögel – Regie: Jörg Schlüter